# Hydraulique souterraine
 (mars 2016).
L’hydraulique souterraine est la discipline géomécanique qui étudie mathématiquement l’écoulement gravitaire naturel (nappe aquifère…) ou provoqué (drainage, pompage…) de l’eau souterraine libre – ni adsorbée, ni capillaire - dans les milieux virtuels perméables, sous l’effet d’un gradient de charge ou de pression.

## Description
Elle utilise des modèles théoriques de forme et de comportement hydrodynamiques qui doivent être compatibles avec les modèles réalistes de réseaux naturels que décrit l’hydrogéologie. Cette dernière étudie qualitativement la présence d’eau libre dans le sous-sol, en s’attachant à la nature lithologique (grave, sable, grès, calcaire…) et à l’état (poreux, fissuré, karstique…) des matériaux aquifères, et à sa circulation dans les réseaux souterrains réels, organisés selon la structure géologique des formations aquifères superficielles (nappes alluviales…) ou profondes (nappes captives…). Ainsi, l’hydraulique souterraine et l’hydrogéologie sont indissociables, interdépendantes et complémentaires.
On procède à l’étude d’un massif de matériau perméable aquifère pour l’exploiter par pompage dans un puits ou un forage, pour le drainer, pour y assécher une fouilles dont le fond est sous le niveau phréatique, pour y prévenir ou résorber une pollution, pour construire un barrage… Le but de cette étude est de définir le dispositif à mettre en œuvre - type, implantation, programme -, afin d’obtenir le débit d’exploitation souhaité, le rabattement du niveau phréatique nécessaire dans l’ensemble d’une zone de travaux, en contrôlant éventuellement les effets lointains de l’opération sur la nappe (diminution voire tarissement de sources, puits, forages…) ou le débit de fuite minimum d’un barrage.
Les massifs karstiques de calcaires, gypse…, dont les vides sont très grands et organisés en galeries en charge ou non sont évidemment perméables, mais les écoulements qui s’y produisent sont généralement rapides, turbulents et très variables dans l’espace et le temps. Ainsi, les problèmes hydrauliques des réseaux karstiques dénoyés ne peuvent pas être traités par l’hydraulique souterraine ; ils peuvent l’être qualitativement par l’hydrogéologie.

## Historique
La loi de Darcy a été exprimée en 1856 . Elle rend compte de l’écoulement de l’eau dans un milieu aquifère sous faible gradient et en régime permanent ; elle définit la perméabilité du milieu, paramètre liant linéairement le débit au gradient de charge hydraulique ou de pression.
La théorie générale de l’écoulement laminaire en régime permanent d’une nappe aquifère dans un milieu infini homogène a été présentée en 1863 par Dupuit, à propos de la tranchée drainante. En 1880, à la suite de la ruine du barrage de Bouzey, Dumas définit la sous-pression, pression hydrostatique de l’eau souterraine sous les ouvrages enterrés au-dessous du niveau phréatique.
En 1906, Thiem a permis de tenir compte des conditions aux limites d’une nappe aquifère en régime permanent. Abordé sans suite pratique par Boussinesq au début du XXe siècle, le problème de l’écoulement en régime transitoire de la nappe aquifère a été traité par Theis dans le courant des années 1930.
La théorie générale de l’écoulement des fluides (pétrole, gaz, eau) dans les milieux poreux, a été développée dans les années 194-/5- par Muscat, Houpper…

## La loi de Darcy
La théorie de l’hydraulique souterraine est fondée sur la loi que Darcy a établie pour calibrer les filtres à sable de l’usine de distribution d’eau potable dont il avait la charge à Dijon. Il a minutieusement décrit ses expériences et leurs résultats, de sorte que l’on peut encore évaluer la pertinence de cette loi.
Lors des quatre expériences dont il rend compte, Darcy a mesuré le débit de l’eau en régime permanent Q à travers un filtre à sable vertical de 2,5 m de hauteur et de 0,35 m de diamètre (surface S), en faisant varier la nature et la granulométrie du sable, la hauteur de matériau filtrant (longueur de percolation) L, la charge d’eau Δh ; il a calculé les rapports Q/Δh correspondants et en a déduit la relation Q ~ k*Δh*S/L. En fait, les résultats de la première expérience portant sur dix mesures peuvent se mettre sous la forme Δh ~ 0,3Q + 0,003Q² : le terme du second degré était effectivement assez faible pour être négligé aux faibles débits ; en négligeant ce terme, l’imprécision de ses résultats pour une vingtaine de mesures est de l’ordre de 15 % ; il en déduisit avec une prudence dont nous avons oublié la pratique : « Il parait donc que pour un sable de même nature, on peut admettre que le volume débité est proportionnel à la charge et en raison inverse de l’épaisseur de la couche traversée. » ; selon son auteur lui-même, cette loi très déterministe ne l’est donc pas tant que cela : pour qu’elle soit valable, les écoulements doivent être laminaires et permanents, ce dont on a fait une condition nécessaire de validité de la loi de Darcy dans les conditions de son utilisation actuelle. Évidemment, à mesure que le débit augmente, le terme du second degré qui traduit un écoulement turbulent devient de plus en plus influent et on ne peut plus le négliger ; on constate facilement cela en fin d’essais Lefranc ou de pompages dans les forages, quand le niveau de l’eau dégringole brusquement à proximité du débit limite de l’ouvrage.

## La perméabilité

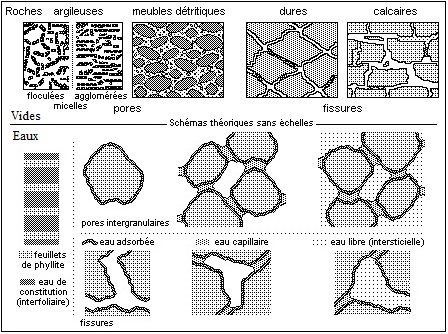
Vides des roches - Formes de l’eau souterraine

Tous les géomatériaux sont poreux ou fissurés, plus ou moins perméables, plus ou moins aquifères ; selon les dimensions des vides, leur interconnexion et leur état de saturation, l’eau y est plus ou moins mobile : l’eau libre les remplit plus ou moins et peut y circuler sous l’effet d’un gradient ; l’eau capillaire tapisse les parois des vides non saturés sous l’effet de la tension superficielle, en plus ou moins grande quantité selon les conditions de température et de pression ; l’eau adsorbée fixée aux parois par attraction moléculaire, n’est mobilisée que par des variations extrêmes des conditions physiques ; l’eau de constitution intégrée à un réseau cristallin, ne peut être mobilisée que par une réaction chimique.
Un matériau est perméable si ses pores ou fissures sont ouverts et interconnectés de sorte que l’eau libre puisse y circuler ; tous les géomatériaux, y compris les argiles les plus sèches, ont de tels vides qui contiennent de l’eau plus ou moins libre et donc peuvent être plus ou moins perméables. Le coefficient de perméabilité k d’un matériau saturé, caractérise la facilité d’écoulement de l’eau à travers lui, sous l’effet d’un gradient hydraulique.
La loi de Darcy définit le coefficient de perméabilité k = (Q/S)/(Δh/L) ou k = V/I, avec I = Δh/L gradient hydraulique et V = Q/S vitesse d’écoulement ; elle implique que le régime d’écoulement soit laminaire, permanent, uniforme et donc que le gradient et la vitesse physique de l’eau soient faibles et pratiquement constants ; le gradient naturel dépasse rarement 2/1 000 ; la vitesse peut aller de quelques m/j dans les aquifères très perméables à moins de 0,01 m/j dans les aquifères pratiquement imperméables.
Le coefficient de perméabilité est un paramètre empirique et composite de calcul pratique dont par convention, la valeur dépend seulement du matériau aquifère, nature, structure, dimensions et indice des vides ; il a les dimensions [L.T−1] mais pas la nature d’une vitesse ; V n’est pas la vitesse physique effective d’écoulement de l’eau dans le matériau mais une abstraction commode pour remplacer dans les calculs tensoriels le rapport Q/S, quantité d’eau qui passe à travers la surface unité de matériau perpendiculaire aux lignes de courant, dans l’unité de temps. En fait, le calibre utile d’une veine d’eau et donc la vitesse réelle d’écoulement, dépendent de l’indice des vides du matériau : la perméabilité d’un matériau diminue si son indice des vides diminue par compression et inversement  – les géomécaniciens définissent ainsi la consolidation du matériau qu’ils modélisent par l’essai œdométrique.
Pour les faibles perméabilités, le débit d’écoulement est pratiquement nul si le gradient est faible et/ou s’il ne règne qu’un court laps de temps ; de telles conditions pourraient être celles de l’imperméabilité pratique du géomatériau qui n’est jamais totale. À nos échelles de surface et de temps, un matériau est pratiquement perméable pour k >10-4 m/s et imperméable pour k <10-6 m/s. Néanmoins, si la surface et la durée de percolation sont très grandes, l’eau libre peut circuler très lentement dans des matériaux de beaucoup plus faible perméabilité : le débit à travers un banc marneux épais de 1 m, dont la perméabilité vaut 10-9 m/s, soumis à une charge hydraulique de 1 b, est d’environ 3 000 m3/ha/an, ce qui est considérable à l’échelle d’un bassin sédimentaire et du temps géologique ; il est évidemment négligeable à l’échelle d’un site et du temps géotechniques.

## L’écoulement de l’eau dans un milieu perméable
Dans un milieu perméable, l’écoulement de l’eau est supposé régi par la loi de Darcy dans le cadre de la théorie de l’hydraulique générale ; la solution analytique de deux équations définissant le vecteur vitesse d’écoulement permet de construire un réseau de deux familles de courbes perpendiculaires, les lignes de courant et les lignes de niveau ou de pression ; partant de là, la résolution de n’importe quel problème d’écoulement souterrain est en principe possible si l’on a établi un bon réseau, mais ce n’est pas toujours simple à faire ; on préfère donc résoudre les problèmes débit/rabattement qui se posent souvent et qui s’y prêtent, au moyen de méthodes spécifiques.
La plus simple et la plus commode est celle de Dupuit pour le calcul du débit permanent d’ouvrages élémentaires d’épuisement, tranchées drainantes, puits... en fonction de pertes de charges dans des domaines et pour des conditions aux limites simples, en introduisant évidemment des hypothèses simplificatrices : si le niveau statique de la nappe à surface libre et son mur sont horizontaux, et si le débit permanent d’un puits est au plus égal à l’apport permanent à la limite de la zone d’écoulement perturbé par le prélèvement, Dupuit admet qu’à une certaine distance y de l’ouvrage, la composante verticale de la vitesse d’écoulement est nulle et donc que la vitesse est constante en grandeur et direction sur une même équipotentielle : dans un plan vertical, les équipotentielles sont verticales et les lignes de courant sont horizontales ; avec Q débit permanent de l’ouvrage, y1 et y2 distances à l’ouvrage, z1 et z2 hauteurs d’eau au-dessus du mur imperméable horizontal, on a alors Q = πk*(z2²-z1²)/ln(y2/y1). Les dispositifs d’ouvrages complexes sont modélisés comme de grands ouvrages simples : tranchée drainante pour une file de puits, puits de très grand diamètre pour un rabattement de nappe de grande fouille…
Le résultat de ce calcul ne s’applique en principe que pour une durée infinie de pompage à débit constant. Le régime permanent d’écoulement ne s’établit évidemment pas instantanément – en fait, il ne s’établit même jamais, car le niveau de l’eau dans le puits tend théoriquement vers une valeur asymptotique ; le problème de l’écoulement en régime transitoire se traite par la méthode de Theis ; cela se justifie rarement en pratique : on peut plus simplement admettre que le rabattement et le rayon d’influence croissent comme la racine ou le logarithme du temps.
L’écoulement devient turbulent si le gradient dépasse le gradient de Sichard ; la loi de Darcy n’est alors plus applicable et les calculs d’hydraulique souterraine sont inadéquats.

## Mesure de la perméabilité

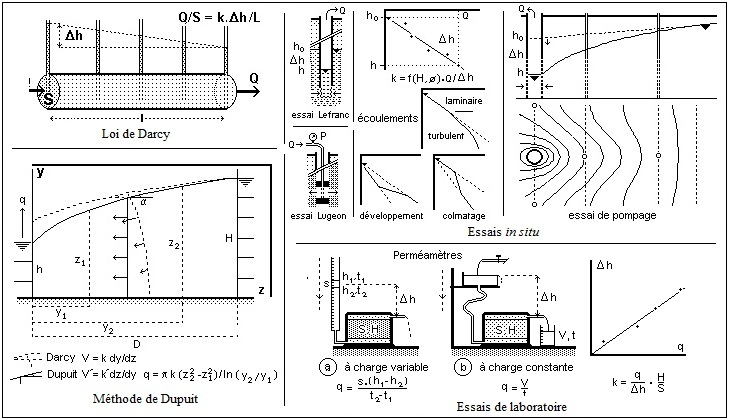
Mesure de la perméabilité

Les géomatériaux naturels à très faible cohésion comme les sables et graves aquifères sont quasiment impossible à échantillonner par sondages ; on ne peut donc pratiquement pas mesurer leur perméabilité au laboratoire. Les essais au laboratoire de matériaux carottables plus ou moins argileux sont difficiles à réaliser et leurs résultats sont incertains, car ils sont influencés par la physico-chimie de l’eau utilisée et par le contact matériau/paroi de l’appareil qui est une zone d’écoulement privilégié ; un œdomètre aménagé peut être utilisé comme perméamètre à charge variable en cours d’essai de compressibilité . De cette façon, on vérifie aussi que la perméabilité du matériau diminue quand sa compacité augmente et inversement.
Les essais in situ, essai Lefranc ou de perméabilité, essai Lugeon et essai sur puits filtrant permettent de mesurer la perméabilité des matériaux boulants comme les sables et les graves, ou fragiles comme les roches fissurées, que l’on ne peut pas échantillonner correctement.
On réalise un essai Lefranc à l’avancement en fond de forage en cours d’exécution, dans des matériaux boulants, aquifères, à la pression atmosphérique. Pour cela, on crée sous le sabot du tubage une lanterne plus ou moins haute selon la stabilité du matériau, et selon le niveau piézométrique naturel, on pompe ou on injecte de l’eau à débits et niveaux constants progressifs. On peut réaliser des essais analogues dans des matériaux secs, par injection, mais les résultats de ce type d’essai ne sont pas très précis, car il faudrait saturer un assez grand volume de matériau autour du point d’essai, pour qu’un régime permanent s’établisse.
Pour réaliser un essai Lugeon dans des roches fissurées peu perméables, on injecte de l’eau à pressions et débits constants croissants puis décroissants, dans un segment de forage non tubé, isolé par un obturateur simple ou double.
Les essais Lefranc et Lugeon sont ponctuels ; par ces seuls procédés, même en les multipliant dans un site donné, il est difficile d’estimer globalement la perméabilité moyenne du matériau aquifère contenant une nappe ou même d’un de ses secteurs peu étendu. On y parvient en réalisant un essai de pompage à débits et niveaux constants croissants, par paliers si possible stabilisés, sur un puits filtrant entouré de piézomètres, si possible répartis régulièrement sur l’ensemble du secteur étudié ; on provoque ainsi un rabattement de nappe. On applique la formule de Dupuit aux différences de niveaux mesurées sur tous les couples puits/piézomètre et piézomètre/piézomètre dont on dispose, pour calculer la perméabilité moyenne du matériau entre chaque appareil.

## Extraction de l’eau souterraine

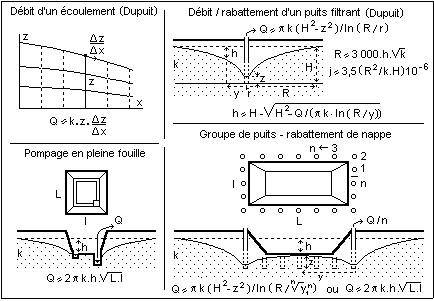
Types d’extraction

En pratique, le puisage ou l’épuisement d’eau souterraine pose un problème de relation débit/rabattement dans un ouvrage et une situation donnés ; les paramètres utilisés dans les calculs d’hydraulique souterraine sont le gradient d’écoulement qui se mesure facilement à partir d’un réseau de piézomètres établi autour du point d’extraction et le coefficient de perméabilité du massif aquifère qui ne se mesure correctement qu’in situ.
Les études portent sur le dispositif à mettre en œuvre, type, implantation, débit, afin d’obtenir le débit d’exploitation ou le rabattement du niveau de la nappe nécessaire dans l’ensemble d’une zone de travaux, en contrôlant éventuellement les effets lointains de l’opération sur la nappe. Pour les projets complexes et les opérations durables aux effets très perturbateurs, on peut avoir intérêt à effectuer des calculs numériques par éléments finis, à partir de réseaux d’écoulement détaillés ; pour dégrossir ceux-là et en étudier de moins complexes, on peut se contenter de tracés approchées des lignes d’eau par des calculs manuels aux différences finies sur des réseaux schématiques ; pour les études courantes d’épuisement de fouilles temporaires, on obtient plus facilement des estimations acceptables de débits au moyen de formules généralement issues de la méthode de Dupuit.
Les imprécisions sur les données de terrain et sur les hypothèses de calcul sont telles que les indispensables résultats des calculs d’hydraulique souterraines ne sont que des ordres de grandeurs largement suffisants pour définir les principes et méthodes d’interventions pratiques ; on les valide et on les précise sur le terrain au moyen d’essais de pompage sur les ouvrages pour ajuster les dispositifs à la demande, établir les programmes d’exploitation et moduler les débits ; au départ, on doit toujours prévoir des ouvrages surabondants si l’épaisseur, la perméabilité et l’alimentation de l’aquifère le permettent (exploitation), ou l’imposent (épuisement).